# GRB7
GRB7 (англ. Growth factor receptor bound protein 7) – білок, який кодується однойменним геном, розташованим у людей на короткому плечі 17-ї хромосоми. Довжина поліпептидного ланцюга білка становить 532 амінокислот, а молекулярна маса — 59 681.
| 10         |  | 20         |  | 30         |  | 40         |  | 50         |
| ---------- |  | ---------- |  | ---------- |  | ---------- |  | ---------- |
| MELDLSPPHL |  | SSSPEDLCPA |  | PGTPPGTPRP |  | PDTPLPEEVK |  | RSQPLLIPTT |
| GRKLREEERR |  | ATSLPSIPNP |  | FPELCSPPSQ |  | SPILGGPSSA |  | RGLLPRDASR |
| PHVVKVYSED |  | GACRSVEVAA |  | GATARHVCEM |  | LVQRAHALSD |  | ETWGLVECHP |
| HLALERGLED |  | HESVVEVQAA |  | WPVGGDSRFV |  | FRKNFAKYEL |  | FKSSPHSLFP |
| EKMVSSCLDA |  | HTGISHEDLI |  | QNFLNAGSFP |  | EIQGFLQLRG |  | SGRKLWKRFF |
| CFLRRSGLYY |  | STKGTSKDPR |  | HLQYVADVNE |  | SNVYVVTQGR |  | KLYGMPTDFG |
| FCVKPNKLRN |  | GHKGLRIFCS |  | EDEQSRTCWL |  | AAFRLFKYGV |  | QLYKNYQQAQ |
| SRHLHPSCLG |  | SPPLRSASDN |  | TLVAMDFSGH |  | AGRVIENPRE |  | ALSVALEEAQ |
| AWRKKTNHRL |  | SLPMPASGTS |  | LSAAIHRTQL |  | WFHGRISREE |  | SQRLIGQQGL |
| VDGLFLVRES |  | QRNPQGFVLS |  | LCHLQKVKHY |  | LILPSEEEGR |  | LYFSMDDGQT |
| RFTDLLQLVE |  | FHQLNRGILP |  | CLLRHCCTRV |  | AL         |  |            |

A: Аланін

C: Цистеїн

D: Аспарагінова кислота

E: Глутамінова кислота

F: Фенілаланін

G: Гліцин

H: Гістидин

I: Ізолейцин

K: Лізин

L: Лейцин

M: Метіонін

N: Аспарагін

P: Пролін

Q: Глутамін

R: Аргінін

S: Серин

T: Треонін

V: Валін

W: Триптофан

Кодований геном білок за функціями належить до репресорів, фосфопротеїнів. 
Задіяний у такому біологічному процесі, як альтернативний сплайсинг. 
Білок має сайт для зв'язування з ліпідами, РНК. 
Локалізований у клітинній мембрані, цитоплазмі, мембрані, клітинних контактах, клітинних відростках.